# Frankfurt LAB
Der gemeinnützige Verein Frankfurt LAB – Das Musik-, Theater- und Tanzlabor der Moderne für Frankfurt RheinMain ist ein Produktions- und Aufführungsort für zeitgenössische darstellende Kunst und Musik im Frankfurter Stadtteil Gallusviertel.

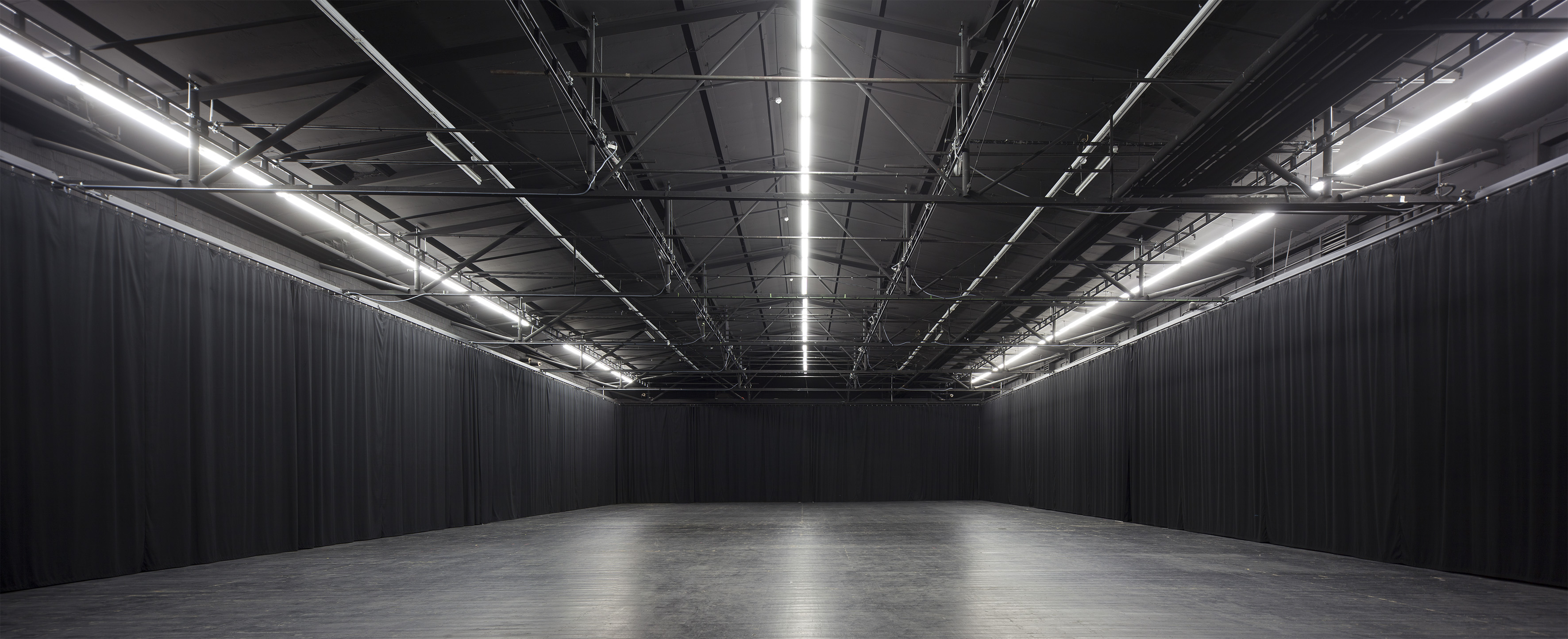
Halle 1 des Frankfurt LAB

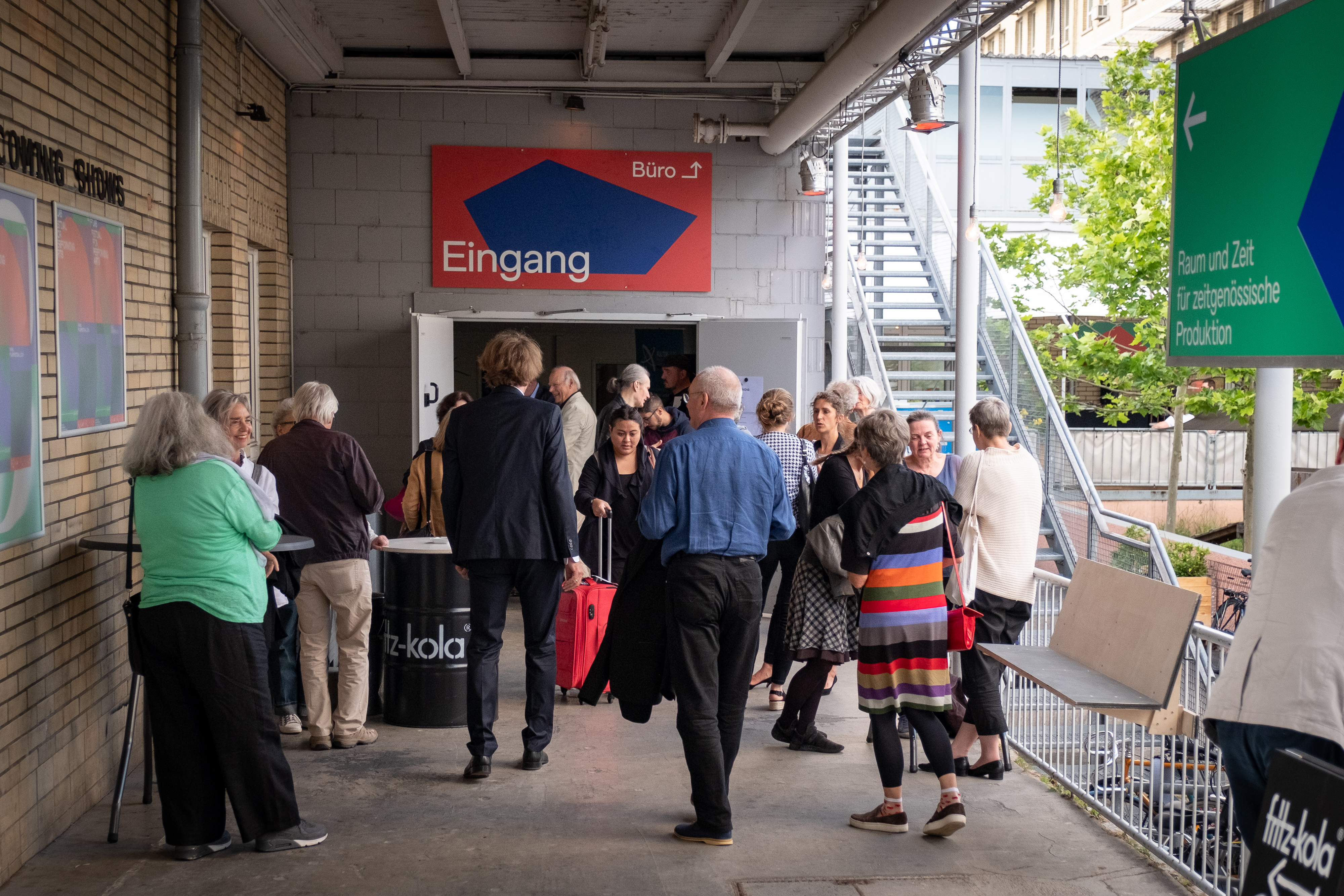
Eingang Frankfurt LAB

## Institution
Das Frankfurt LAB wurde Ende 2009 auf Initiative von Ensemble Modern, The Forsythe Company (seit 2015 Dresden Frankfurt Dance Company), Hessische Theaterakademie, Hochschule für Musik und Darstellende Kunst Frankfurt am Main und Künstlerhaus Mousonturm gegründet. Beherbergt ist das Frankfurt LAB in den Räumlichkeiten eines ehemaligen Industriegebäudes, das zuvor als Außenspielstätte des Schauspiel Frankfurt genutzt worden war.
Ziel des Frankfurt LAB ist es, das Arbeiten von international renommierten Ensembles mit der Förderung des künstlerischen Nachwuchses zu verknüpfen und Zeitgenössischen Tanz, Choreografie, Performance, Theater und Musik in kreativen Austausch zu bringen.
Auf Einladung der Partnerinstitutionen können Künstler auf zwei Bühnen proben und präsentieren: Halle I bietet Platz für bis zu 300 Zuschauer und ermöglicht auf über 600 m² Szenenfläche flexible Aufbauten – je nach Bedürfnis werden hier Ton-, Licht-, Videotechnik sowie Zuschauerpositionierung individuell eingerichtet. Die Studiobühne Halle 2 misst rund 350 m² und steht mit einer meist fest installierten Tribüne vor allem Studierenden aus dem Kontext der Hessischen Theaterakademie zur Verfügung.
Nach langjähriger Unterstützung durch den Kulturfonds Frankfurt RheinMain wird der Verein seit 2018 institutionell vom Kulturamt der Stadt Frankfurt am Main und dem Hessischen Ministerium für Wissenschaft und Kunst gefördert. Weitere Gelder stellen eine Stiftungsallianz (aktuell bestehend aus der ODDO BHF Stiftung, der Stiftung Polytechnische Gesellschaft Frankfurt am Main, der Crespo Foundation und der Adolf und Luisa Haeuser Stiftung für Kunst und Kulturpflege) sowie die Partnerinstitutionen bereit.
Seit 2010 diskutieren Akteure aus Politik und Kultur über die Idee eines Kulturcampus im zentral gelegenen Stadtteil Bockenheim, wo neben dem Frankfurt LAB auch die Hochschule für Musik und Darstellende Kunst Frankfurt am Main einen Neubau erhalten soll.
2024 wurde das Frankfurt LAB mit dem Binding-Kulturpreis ausgezeichnet.

## Programm
Das Frankfurt LAB bietet Raum für internationale Gastspiele, dient als Zentrum großformatiger Festivals und Basis für Kooperations- und Forschungsprojekte an der Schnittstelle von Kunst, Wissenschaft und Gesellschaft. Gleichzeitig versteht es sich als Labor zukünftiger ästhetischer Entwicklungen: Als Arbeitsstätte und Bühne für die Studierenden integriert es die Ausbildung in ein professionelles Umfeld. Auch mit dem Residenzprogramm und der HTA-Postgraduiertenförderung betreibt das Frankfurt LAB Nachwuchsförderung und versucht, qualifizierte Künstler an die Region zu binden. Das biennale F°LAB Festival for Performing Arts soll einen Einblick in die ästhetische Diversität seines Programmes ermöglichen.